# Lluc Oliveras
Lluc Oliveras (Barcelona (Cataluña),1977) es un escritor, guionista, director y compositor español.

## Biografía
Entre el 2011 y 2012 realizó tres documentales sobre Antoni Gaudí, el templo de la Sagrada Familia y la cripta de la Colonia Güell.
Ha publicado Mi vida en juego, Confesiones de un gánster de Barcelona y El gran golpe del gánster de Barcelona, todos ellos en Ediciones B.
Como músico y letrista ha realizado el disco Un salto al vacío, de la banda de rock Maledetta, junto al productor musical Marcel Graell.

## Obra

### Novela
- 2005: Mi vida en juego. Editorial Belaqva
- 2010: Confesiones de un gánster de Barcelona. Ediciones B
- 2012: El gran golpe del gánster de Barcelona. Ediciones B
- 2012: Mi vida en juego. El origen del gánster de Barcelona. Ediciones B
- 2013: El Método Gaudí. Ediciones B
- 2015: Los Profesionales. Off Versátil
- 2017: Barcelona Noir - Distrito IV. Kailas
- 2017: Venganza de una sicaria. Ediciones B, México
- 2022: En ensueño de Dalí. Stoamedia Books, Món Edizioni
- 2022: Te esperaré en el camino. Món Edizioni
- 2023: Ti aspetterò lungo il cammino. Món Edizioni

### Relato
- 2014: Falsas apariencias. Antología "Todos son sospechosos".Editorial Pan de letras

### Documentales
- 2012: La Cripta de la colonia Güell de Antoni Gaudí
- 2012: Opus Magnum de Antoni Gaudí
- 2012: Gaudí Humano
- 2009: UTE: Aprendiendo a vivir en libertad
- 2008: Papel Mojado
- 2007: Objetivo 7,62mm
- 2006: Oro Blanco
- 2005: Profesionales. Los atracadores más peligrosos de los años 80

### Largometrajes
- 2020: Cuando nada importa

### Discografía
- 2010: L.P Maledetta “Un salto al vacío”
- 2012: OST La Cripta de la colonia Güell de Antoni Gaudí
- 2012: OST Gaudí Humano
- 2009: OST UTE: Aprendiendo a vivir en libertad
- 2008: OST Papel Mojado
- 2007: OST Objetivo 7,62mm
- 2006: OST Oro Blanco
- 2005: OST Profesionales

## Premios
- 2011: XXIV Premio Rodolfo Walsh de novela negra de la Semana Negra de Gijón por la novela Confesiones de un gánster de Barcelona.[5]